# Werner P. Heyd
Werner Paul Heyd (* 21. Oktober 1920 in Stuttgart; † 8. Januar 1996 in Oberndorf am Neckar) war ein schwäbischer Journalist und Buchautor. 1945 bis 1950 studierte er in Tübingen Theologie, Philologie, Englisch, Volkskunde, Kunstgeschichte, Musikgeschichte und Musiktheorie. 1951 schloss er sein Studium als Doktor der Philologie ab. Er heiratete Grete, geborene Weisschuh, und hat eine Tochter.
Als Journalist engagierte er sich unter anderem für die deutsche Orthographie. Er war Mitglied der internationalen Kommission Rechtschreibung, die 1954 die „Stuttgarter Empfehlungen“ beschlossen hat.
Von 1961 bis 1985 war er Redakteur beim Schwarzwälder Boten in Oberndorf am Neckar, seit 1965 leitender  Feuilleton-Redakteur und schrieb regelmäßig über kulturelle Veranstaltungen, Ausstellungen und Künstler. Neben der Arbeit für seine Zeitung verfasste er auch Artikel für andere Zeitschriften, Vorworte zu Büchern und eigene Bücher über Kunst und Kultur des Südwestdeutschen Raumes.

## Schriften (Auswahl)
- Bauernweistümer. Wetterregeln und Lostagssprüche, gesammelt von W.P. Heyd, mit Lithographien von HAP Grieshaber. Dietrich, Memmingen 1971, ISBN 3-87164-061-1
- Bibliografie der zeitschriftenaufsätze zur rechtschreibreform. Im auftrag der arbeitsgemeinschaft neue rechtschreibung e.v. - agnr - zusammengestellt und eingeleitet von dr. Werner P. Heyd. Selbstverlag, Stuttgart 1958
- Bibliographie der Württembergischen Geschichte. Kohlhammer, Stuttgart 1968–1974
- Die Taufnamen in Nehren, Hausen, Hörschwang und Trochtelfingen. Dissertation, Universität Tübingen 1950
- Der Korrektor. Werkstatt des Buches, Verlag Dokumentation, München-Pullach und Berlin, 1971, ISBN 3-7940-8824-7
- Gottfried Graf und die „entartete Kunst“ in Stuttgart. Mit einer Vorbemerkung von Wolfgang Kermer. Stuttgart: Staatliche Akademie der Bildenden Künste Stuttgart, 1987 (= Beiträge zur Geschichte der Staatlichen Akademie der Bildenden Künste Stuttgart, hrsg. von Wolfgang Kermer; 6)
- Lachende Redaktion. Stilblüten, Druckfehler, Anekdoten. Cicero, Stuttgart 1971
- Lilo Rasch-Naegele. Einführung. Belser, Stuttgart 1976
- Margret Hofheinz-Döring. Eine Künstlermonographie. Stähle und Friedel, Stuttgart 1979, ISBN 3-8116-7046-8
- Masken unserer Stadt: Oberndorf. Fink, Stuttgart 1973
- Nicht ärgern. Ein Trost- und Schmunzelbüchlein für Druckfehlergeschädigte. Bleicher, Gerlingen und Stuttgart, 1976
- Schwäbische Köpf‘. Bleicher, Gerlingen 1980, ISBN 3-88350-302-9
- Wetterpropheten in der Natur. Dietrich, Memmingen 1971